# Blahoslav Novotný
Blahoslav Novotný (23. ledna 1944 – 1. července 2024) byl český archivář, autor knih o historii rodného města i okolních obcí, sběratel pohlednic, mincí a bankovek a Čestný občan města Horní Jelení.
Za svůj život vydal soubor knih, které společně tvoří doposud nejucelenější sbírku historických faktů o Horním Jelení. Konkrétně se jedná o díla: Kronika: Horní Jelení - 100 let městem (2008), Horní Jelení – 100 let městem: co archivy ukrývají (2010), Horní Jelení – 100 let městem: černé na bílém (2011), Horní Jelení: Historie finále (2019).
Po dokončení vysokoškolského studia na ČVUT v Praze pracoval v Továrně obráběcích strojů (TOS) v Holicích. Později změnil profesi a pracoval na NKÚ v Hradci Králové. Zejména po odchodu do penze se zaměřil na bádání v archivech a shromažďování historických faktů a reálií z rodného města. Kromě sbírek starých pohlednic z Horního Jelení sbíral i mince a bankovky z celého světa. Věnoval se také sestavování rodokmenů.  
Na Horním Jelení uspořádal několik výstav starých tisků doplněné besedami se spoluobčany. Podílel se na zahájení tradice květnových koncertů v kostele Nejsvětější Trojice, kde mimo dalších každoročně vystupuje i český violoncellista Petr Nouzovský.
Dne 16. března 2019 byl jmenován Čestným občanem města Horní Jelení (za zásluhy na poli bádání v jelenské historii) a stal se tak historicky prvním jelenským rodákem, který toto čestné vyznamenání obdržel.